# Which (Unix)
A which egy Unix parancs, mely egy végrehajtható állomány helyének meghatározására használható.
A which parancsnak egy vagy több argumentuma lehet, melyek végrehajtható állományok útvonal nélkül. A which kiírja a végrehajtható állomány teljes elérési útvonalát. Ez segít a végrehajtható állományok vagy script-ek keresésében egy könyvtár listában.
A parancs megtalálható a Unix-szerű rendszerekben, de a Microsoft Windows operációs rendszerben is elérhető.